# Almendrados de Allariz

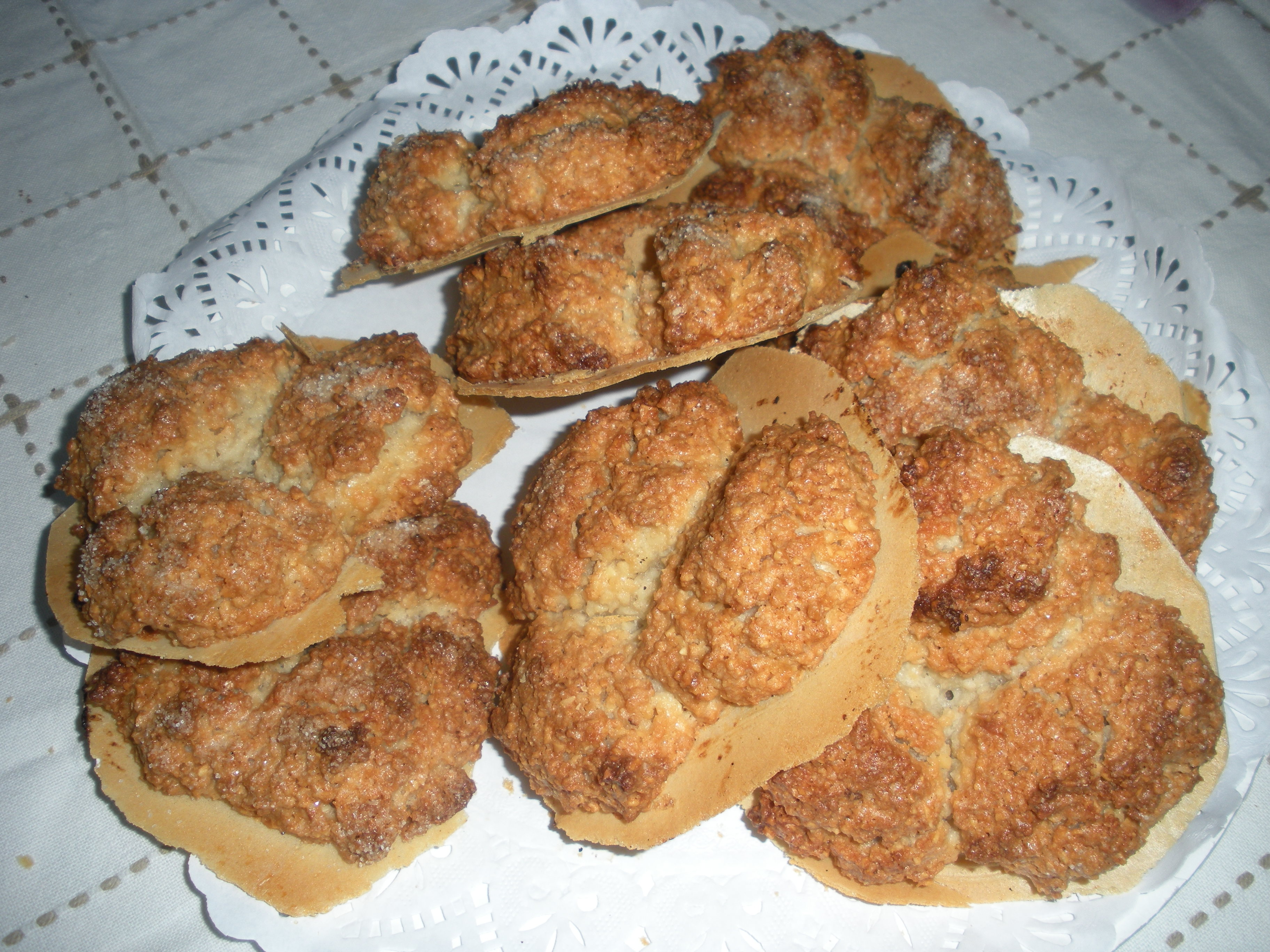
Almendrados (amendoados) de Allariz.

Los almendrados de Allariz, o amendoados en idioma gallego, son uno de los postres más tradicionales dentro de la provincia de Orense, Galicia. 

## Composición y elaboración
Los almendrados son una mezcla de almendra molida, mezclada con azúcar y clara de huevo. Cuando está sólida la masa resultante se coloca troceada encima de unas obleas y se lleva al horno. Este es el postre más inequívoco del municipio orensano de Allariz, que en otro tiempo tuvo muchos almendros.